# Helena Citrónová
Helena Citrónová (* 26. August 1922 in Humenné, Tschechoslowakei; † am 3. oder 4. Juni 2007 in Israel) war eine jüdische Überlebende des KZ Auschwitz-Birkenau, deren Erlebnisse Jahrzehnte später mehrfach veröffentlicht und international bekannt wurden.

## Leben
Citrónová wurde mit Anfang 20 im März 1942 in einem der ersten Transportzüge aus der Slowakei im Vernichtungslager KZ Auschwitz-Birkenau eingeliefert und arbeitete im Effektenlager Kanada. Dort verliebte sich ein Aufseher, der 20-jährige SS-Unterscharführer Franz Wunsch, in die junge Frau. Sie hatte am 21. März, ihrem ersten Arbeitstag in der Kanada-Abteilung, dem SS-Mann ein Geburtstagsständchen singen müssen. Wunsch versuchte nun, ihr nach den im Konzentrationslager gegebenen Möglichkeiten zu helfen. Erst nach längerer Zeit und größtem emotionalen Widerstand erwiderte auch Helena schließlich seine Liebe – vor allem, als Wunsch ihrer Schwester unmittelbar nach Ankunft im Vernichtungslager das Leben rettete.
Helena Citrónovás zehn Jahre ältere Schwester Rožinka wurde Monate nach ihr mit einer kleinen Tochter und einem Sohn im Säuglingsalter in Birkenau eingeliefert. Die kleine Familie sollte sofort getötet werden. Wunsch ließ sich von Helena den Namen ihrer Schwester geben und konnte diese gerade noch vor dem Gang ins Krematorium bewahren mit dem Argument, er brauche sie dringend als Arbeiterin in dem von ihm geleiteten Effektenlager. Für die Rettung der beiden Kinder gab es in Birkenau keine Möglichkeit.
Nach der Befreiung des KZ Auschwitz im Januar 1945 floh Helena gemeinsam mit ihrer Schwester zu Fuß in die slowakische Heimat, wobei sie sich täglich – nach ihrer späteren Aussage – der andauernden Gefahr der Vergewaltigung durch Rotarmisten ausgesetzt sahen. Einem tatsächlichen Vergewaltigungsversuch konnte Helena nur dadurch knapp entkommen, dass sie sich dem Rotarmisten durch Zeigen der Häftlingsnummer als jüdischer KZ-Häftling zu erkennen gab. Von der Tschechoslowakei aus emigrierte Citrónová dann nach Israel.
Ihr Schicksal wurde erst drei Jahrzehnte später der internationalen Öffentlichkeit bekannt. Im zweiten Wiener Auschwitz-Prozess (April bis Juni 1972), dem Prozess gegen ihren KZ-Aufseher Franz Wunsch, schilderte sie erstmals öffentlich ihr ungewöhnliches Liebesverhältnis mit dem Angeklagten und die durch ihn möglich gewordene Lebensrettung ihrer Schwester. Damit trug sie zu dessen Entlastung bei. Spätere Veröffentlichungen basieren auf dieser Zeugenaussage. 
2005 wurde ihr Schicksal durch die zum 60. Jahrestag der Auschwitz-Befreiung produzierte sechsteilige BBC-Dokumentation Auschwitz: The Nazis and the ‘Final Solution’ (Regie: Laurence Rees) ein weiteres Mal einer internationalen Öffentlichkeit bekannt. 2020 brachte die israelische Filmemacherin Maya Sarfaty mit der Dokumentation Liebe war es nie einen weiteren Film zu dem Fall heraus, der 2021 im ORF und bei der ARD ausgestrahlt wurde. Die 2020 uraufgeführte Oper Helene Citrónová des thailändischen Komponisten Somtow Sucharitkul erzählt ihre Lebensgeschichte (deutsche Erstaufführung im Oktober 2022 im Theater Hof).

## Filmografie
- 2020: Liebe war es Nie. Dokumentar- und Kinofilm. Israelisch-österreichische Koproduktion von Nir Sa’ar und Kurt Langbein (Sohn des Widerstandskämpfers und KZ-Häftlings Hermann Langbein). Finanziert von Langbein & Partner Media in Zusammenarbeit mit dem ORF aus Mitteln des Film/Fernseh-Abkommens, fertiggestellt im Februar 2018. Erstaufführung: Docaviv Documentary Film Festival, Dezember 2020: Frank Lowy Award als Bester Israelischer Film.[7] Kinopremiere im Rahmen des Jüdischen Filmfestivals Wien 2020 am 10. Oktober 2020 (hebräische Originalfassung mit deutschen Untertiteln).[8][9] Erstausstrahlung im Fernsehen am 24. Jänner 2021 in ORF 2 in der Reihe dokFilm.[10]